# Wheelhouse
Wheelhouse è il nono album discografico del cantante statunitense Brad Paisley, pubblicato nel 2013. L'album contiene i singoli Southern Comfort Zone, Beat This Summer, I Can't Change the World e The Mona Lisa. Il brano Officially Alive è stato distribuito esclusivamente in Europa come ultimo singolo dell'album.

## Tracce
1. Bon Voyage – 0:19
2. Southern Comfort Zone – 5:16
3. Beat This Summer – 4:41
4. Outstanding In Our Field (feat. Dierks Bentley & Roger Miller con Hunter Hayes) – 4:02
5. Pressing On a Bruise (feat. Mat Kearney) – 3:17
6. I Can't Change the World – 4:41
7. 幽 女 (Onryo) – 1:39
8. Karate (feat. Charlie Daniels) – 4:04
9. Death of a Married Man (feat. Eric Idle) – 0:47
10. Harvey Bodine – 3:28
11. Tin Can On a String – 4:08
12. Death of a Single Man – 4:24
13. The Mona Lisa – 3:54
14. Accidental Racist (feat. LL Cool J) – 5:51
15. Runaway Train – 4:28
16. Those Crazy Christians – 4:21
17. Officially Alive – 3:56